# Nuria Villace
Nuria Villace Redondo (7 de septiembre de 1990) es una deportista española que compite en piragüismo en la modalidad de maratón. Ganó una medalla de plata en el Campeonato Europeo de Piragüismo en Maratón de 2013 en la prueba de K2.

## Palmarés internacional
| Campeonato Europeo | Campeonato Europeo    | Campeonato Europeo | Campeonato Europeo |
| Año                | Lugar                 | Medalla            | Evento             |
| ------------------ | --------------------- | ------------------ | ------------------ |
| 2013               | Vila Verde (Portugal) | Medalla de plata   | K2                 |